# 문소리 (방송인)
문소리는 대한민국의(1981년 2월 14일~) 2000년 목포MBC 공채 아나운서 입사 ,
2004년 MBC 퇴사. SBS CNBC 경제전문 아나운서로 활동했고 통번역대학원 수료 후 서울외국어대학원대학교 교수 겸 국제회의 영어 아나운서이다. 남편은 서울대학교 의과대학을 졸업한 서울대학교병원 교수이다.결혼은 2022년.아버지는 해군사관학교출신으로 월남전 참전, 장교로 예편한 보훈가족이다.

## 소속
- 서울외국어대학원대학교 통번역학과 교수
- 2000년 MBC 공채 아나운서 입사 2004년 MBC 퇴사
- 현) 국제회의 영어MC, SBS BIZ 경제전문 아나운서, 더케이블라썸 대표

## 이력

### 주요 경력
- 2000년 4월 MBC 아나운서 입사.
- 아나운서 직위를 퇴사하고 프리랜서를 선언.
- OBS 스포츠캐스터, YTN 라디오, TBS 교통방송 등을 거쳐 SBS CNBC 주말앵커 겸 국제회의 영어 아나운서로 활동중

### 학력
- 영국 ILA 학교 졸업
- 명지대학교 영어영문학과 학사
- 국제영어대학원대학교 한영통번역학과 재학

## 출연작

### TV 프로그램
- 2000년 MBC 《피자의 아침》
- 2002년 MBC 《주말 뉴스데스크》
- 2008년 TBS 《문소리의 알뜰한 당신》
- 2009년 YTN 《스포츠 인사이드》
- 2011년 OBS 《통쾌하다 스포츠》
- 2012년 OBS 《오! 이 맛이야》
- 2013년 국방TV 《KFN 국방 스페셜》
- 2016년 EBS 《한국어 쉬워요》
- 2017년 SBS CNBC 《부동산 투자자들》

### 라디오 프로그램
- 2012년 TBS 《이홍렬의 라디오 쇼》